# Максим Богданович
Максим Богданович (блр. Максім Багдановіч, Минск, 9. децембра (27. новембра) 1891 – Јалта, 25. маја (12. маја) 1917) био је белоруски песник, публициста и књижевни преводилац, један од твораца белоруске књижевности и савременог књижевног белоруског језика.

## Порекло
Максим Богданович је рођен у Минску, белоруској Минској губернији у породици писмених људи. Родитељи Максима Богдановича били су Адам Јегорович Богданович (губернијски секретар) и Марија Афанасјева Мјакота (завршила је женску учитељску школу и имала је велики књижевни таленат, те се сматра да га је Максим наследио од ње). Изродили су четворо деце, синове Вадима (1890), Максима (1891), Лава (1894), и кћерку Нину (1896). Кроз кућу Богдановича у Минску пролазило је пуно интелектуалног света: лекари, официри, учитељи.
Месец дана после рођења кћери, Марија Афанасјева је добила туберкулозу и, упркос лечењу, умрла је 1896. године. Сахрањена је на православном гробљу у граду Гродно. По речима Адама Богдановича, будући велики песник Максим је и речитосшћу и ставом веома подсећао на своју мајку, нарочито у детињству.

## Почеци бављења књижевношћу
Године 1896. породица се преселила у Нижњи Новгород у Русију. Тамо се Адам Богданович спријатељио са истакнутим писцем Максимом Горким, који им је често бивао у породичној кући и развијао код младог Максима љубав према литератури. Адам се још бавио историјом, етнографијом и фолклором белоруског народа. Максим је волео да чита његове записа, те је касније напомињао како га је васпитавао отац и да је велику улогу у том васпитању имала и очева библиотека.
У мушку гимназију у граду Њижни Новгород Максим се уписује 1902. године. У време револуције 1905. узима учешће у студентским демонстрацијама. Сматра се да књижевношћу почиње да се бави 1907. године. Прва његова запажена прича била је Музика (белор. Музыка) на белоруском језику, коју објављује часопис Наша Нива. Прича је одражавала наду за доласком бољих времена.
Већ следеће године, Максимов отац добија службу у граду Јарославу, па се тамо сели породица. Максим ту пише прве песме: Над гробом (белор. Над мaгiлай), Доћи ће пролеће (белор. Прыдёт весна), У туђини (белор. На чужыне). Песме су биле објављене у часопису Наша Њива. У истом часопису штампа се и песма Крају мој родни! Као проклет од Бога (белор. Край мой родны! Как выкляты богам...), где говори о друштвеном угњетавању Белоруса.
Преводио је на белоруски језик дела немачких песника у овом периоду и то Хајнриха Хајнеa и Фридриха Шилера. Прве песме објављивао је под псеудонимом Максим Криница (криница – извор, кладенац).

## Најважнија дела
Године 1909. Максим Богданович је оболео од туберкулозе, али то га није спречило да заврши гимназију 1911. године и посети град Виљну, где се дружиo са књижевницима и истомишљеницима. Ту пише једну од својих најпознатијих песама: Слуцке ткаље (белор. Слуцкiя ткачыхi).
Исте године Максим се враћа у Јарослав и уписује Демидовски правни лицеј (факултет). Објављује сонете у часопису Млада Белорусија (белор. Мaлaдая Беларусь) и Глас (белор. Голaс). Из лицејског периода познате су Максимове поеме У селу (белор. У вёсцы) и Вероника (белор. Вэранiка). Вероника настаје из прве Максимове љубави, Ане Кокујеве, младе пијанисткиње. Она уноси сасвим нова осећања у његову душу и настају прелепе и данас веома познате љубавне песме, од којих је једна Романса (белор. Раманс).
До 1913. године, Максим се бавио превођењем на белоруски језик, и то Овидија, Хорација и француског песника Пола Верлена. Такође, објављује и чланке, који су се бавили историјом белоруске књижевности, који су веома важни у изучавању, а где се види и резултат занимања за очев посао.
У Виљни, почетком 1914. године у штампарији Мартина Кухте и при новчаној подршци кнегиње Марије Магдалене Радзивил штампана је једина збирка песама Максима Богдановича Венац (белор. Вянок) у 2000 примерака. 
Тема смрти се често провлачи кроз стихове Максима Богдановича, али и вера у вечни живот. Природа, њени закони, шума, зеленило, живот у слободи - најистакнутије су теме песама Максима Богдановича.

## Последње године живота
Максим завршава лицеј 1916. године и враћа се у Минск. Био је већ тешко болестан, али је и даље неуморно радио у губернији. Тада пише Изгубљеног лабуда (белор. Страцім-лебедзь), са библијским мотивима и Потеру (белор. Пагоня), са родољубивим мотивима.
У фебруару 1917. године Максим одлази на Крим, да би се лечио од туберкулозе. Болест га је, ипак, савладала и он умире у мају исте године. Међу папирима нађеним после његове смрти био је и материјал за формирање белоруског буквара. Песник је до последњег даха био посвећен књижевности и културном препороду.
Заоставштина песника нашла се у рукама његовог оца Адама, који је потом предаје Институту белоруске културе. Максимово стваралаштво је превођено на многе светске језике, а штампано је у Великој Британији, Немачкој, Пољској, Русији, Француској, Југославији и другим државама.
Данас постоји Музеј Максима Богдановича у Минску и неколико улица у Белорусији носе његово име. Такође, Слуцка манифактура, која се бави производњом традиционалних појаса је понела Максимово име. У част 90 – огодишњице рођења песника у Минску на Тргу париске комуне подигнут је споменик песнику.

## Везе Максима Богдановича са Србијом
Познато је да песма Ко то тамо иде по Косову Пољу (белор. Хто там едзе па Касову Полю) инспирисана Косовском битком, за коју је песник чуо.
Проф. др Иван Чарота, чувени белоруски слависта и србиста, је чак 13 песама Максима Богдановича уврстио у Антологију белоруске поезије (белор. Анталогія беларускай паэзіі, 1993). Песме је превео проф. др Миодраг Сибиновић. Антологија је друго издање доживела 2012. године. Проф. И.Чарота је приређивач и У Сусрет Духу - Антологије белоруске хришћанске поезије објављене у издању Цомпу-Теха у Београду, 2019. године, а у коју је ушла једна песма Максима Богдановича - Преписивач. Антологију је превела са белоруског Дајана Лазаревић.
Збирка песама Венац преведена је и објављена у Београду, 2017. године, у издању КИЗ Центра. Збирку је са белоруског језика такође превела Дајана Лазаревић.